# 富蘭克林維爾 (喬治亞州)
富蘭克林維爾（英語：Franklinville）是位於美國喬治亞州朗茲縣的一個鬼鎮。由於此地已於20世紀被荒廢，本地已無人居住。

## 地理
富蘭克林維爾的座標為30°58′56″N 83°17′00″W / 30.98222°N 83.28333°W，而該地的平均海拔高度為59米（即194英尺）。